# 烏斯季揚斯克區
69°18′39″N 139°58′52″E / 69.31083°N 139.98111°E
烏斯季揚斯克區（俄语：Усть-Янский улус），是俄羅斯的一個區，位於該國東部，由薩哈共和國負責管轄，始建於1967年1月5日，面積120,300平方公里，2010年人口8,056，人口密度每平方公里0.07人。